# San Sebastián Atoyaquillo
San Sebastián Atoyaquillo är en ort i Mexiko.   Den ligger i kommunen San Miguel Achiutla och delstaten Oaxaca, i den sydöstra delen av landet, 290 km sydost om huvudstaden Mexico City. San Sebastián Atoyaquillo ligger 1 903 meter över havet och antalet invånare är 119.
Terrängen runt San Sebastián Atoyaquillo är kuperad åt sydväst, men åt nordost är den bergig. San Sebastián Atoyaquillo ligger nere i en dal. Runt San Sebastián Atoyaquillo är det glesbefolkat, med 13 invånare per kvadratkilometer. Närmaste större samhälle är Heroica Ciudad de Tlaxiaco, 18,9 km väster om San Sebastián Atoyaquillo. I omgivningarna runt San Sebastián Atoyaquillo växer huvudsakligen savannskog.